# Lista över Gabons statsöverhuvuden

Presidentens flagga.

Detta är en lista över Gabons statsöverhuvuden.
| Namn                               | Ämbetsperiod                             | Titel                       |
| ---------------------------------- | ---------------------------------------- | --------------------------- |
| Léon M’ba                          | 17 augusti 1960 – 17 februari 1964       | President                   |
| Revolutionskommitté                | 17 februari – 18 februari 1964           |                             |
| Jean-Hilaire Aubame                | 18 februari – 19 februari 1964           | Provisorisk premiärminister |
| Léon M’ba                          | 19 februari 1964 – 28 november 1967      | President                   |
| Omar Bongo (bytte namn två gånger) | 2 december 1967 – 8 juni 2009 (hans död) | President                   |
| Didjob Divungi Di Ndinge           | 6 maj 2009 – 10 juni 2009                | Vice-President              |
| Rose Francine Rogombé              | 10 juni 2009 – 16 oktober 2009           | Interimspresident           |
| Ali Bongo Ondimba                  | 16 oktober 2009 – 30 augusti 2023        | President                   |
| Brice Oligui                       | 30 augusti 2023 –                        | Interimspresident           |